# Miguel Macaya de la Esquina
Miguel Macaya de la Esquina (Cartagena de Indias, 1812-San José, Costa Rica, 16 de febrero de 1885) fue un político, abogado y educador de origen colombiano.

## Biografía
Sus padres fueron Román de Macaya y Tomás-Maig y Paula de la Esquina y García. Cursó sus estudios secundarios y universitarios en Colombia, donde se graduó como licenciado en Leyes. Se incorporó como abogado en Costa Rica en 1856. Fue Diputado por la Provincia de Alajuela de 1872 a 1874, y Subsecretario de Hacienda y Comercio de 1874 a 1876.
Fue Magistrado de tercera instancia de 1877 a 1878, Presidente de la Corte Suprema de Justicia de Costa Rica de 1878 a 1880 y Juez de Hacienda Nacional en 1881. Dirigió el Liceo de Niñas de Alajuela y fue profesor de Economía Política en la Universidad de Santo Tomás.
| Predecesor: Eusebio Figueroa Oreamuno | Presidente de la Corte Suprema de Justicia de Costa Rica 1878-1880 | Sucesor: Rafael Orozco González |

- Datos: Q9032781